# Sitio de Leva
El sitio de Leva se libró el 19 de julio de 1664 como parte de la guerra austro-turca (1663-1664) entre un ejército Imperial dirigido por Jean-Louis De Raduit Souches y un ejército otomano bajo el mando de Ali Pasha. La batalla tuvo lugar cerca de Leva en la actual Eslovaquia y terminó con la victoria de los Habsburgo.

## La Batalla
A principios de 1664 el ejército imperial estaba dividido en 3 cuerpos: en el sur estaban situados 17 000 soldados húngaros-croatas bajo el mando de Mikolas Zrinski, en el centro,  al mando de Raimondo Montecuccoli, estaban acantonados 28 500 hombres, que tuvieron que frenar los 10 000 hombres fuertes del ejército del gran visir Köprülü Fazil Ahmed. El tercer cuerpo estaba compuesto por 8500 soldados del general Souches Louis De Raduit y su emplazamiento era la zona norte (hoy Eslovaquia).
Souches, del primer ejército, conquistó Nyitra el 3 de mayo y luego derrotó a los otomanos en Mehmet Küçük el 16 de mayo cerca de Zsarnóca (Scharnowitz).
Un ejército otomano bajo el mando de Ali Pasha fue enviado por Buda para detener al ejército imperial cerca de Leva, pero el ejército otomano, compuesto principalmente por tropas irregulares, no era rival para los batallones de mosqueteros imperiales bien organizados que, además, estaban protegidos por su falange de piqueros. En un primer momento Souches escondió una parte de sus hombres para provocar un ataque otomano. Cuando entraron los otomanos descubrieron la trampa pero era demasiado tarde; las tropas otomanas irregulares fueron presas del pánico y huyeron dejando muchas bajas y un rico botín de carros y armas en el campo de batalla, incluyendo 11 piezas de artillería de gran tamaño. El comandante, Ali Pacha, fue asesinado durante la derrota.
Esta victoria fue de gran importancia estratégica, sobre todo por la posibilidad de quemar el puente sobre el río Danubio en el Parkany (Gockern) aislando así la Alta Hungría de cualquier otra incursión  turca. Al final todo fue inútil después de la victoria, que fue aún mayor que la batalla de San Gotardo, ya que el emperador Leopoldo I, indignando a la nobleza húngara, firmó la desfavorable paz de Vasvár.